# Santa Candelaria, Baja California
Santa Candelaria är en ort i Mexiko.   Den ligger i kommunen Ensenada och delstaten Baja California, i den nordvästra delen av landet, 2 100 km nordväst om huvudstaden Mexico City. Santa Candelaria ligger 14 meter över havet och antalet invånare är 992.
Terrängen runt Santa Candelaria är varierad. Havet är nära Santa Candelaria åt sydväst.  Närmaste större samhälle är Camalú, 1,3 km norr om Santa Candelaria.